# Convento di Monte Carmelo
La chiesa e il convento di Monte Carmelo sono due luoghi di culto cattolici situati nel comune di Loano, in via Costino Montecarmelo, in provincia di Savona.
Inserito nella lista dei monumenti nazionali italiani, fu fondato dalla famiglia Doria ed è retto dai frati dell'Ordine dei carmelitani scalzi.

## Storia

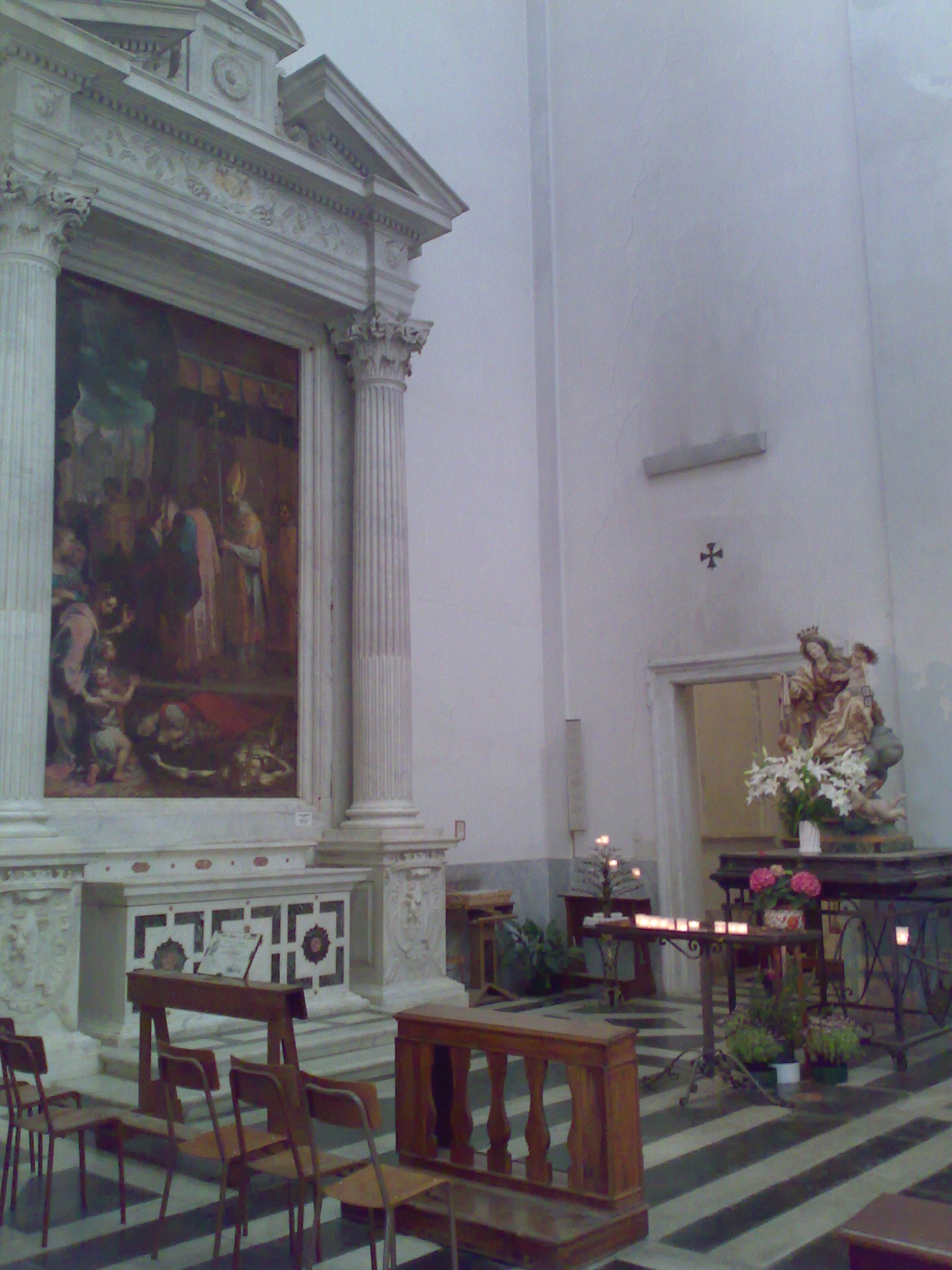
Il transetto ovest della chiesa

Il convento fu fondato nel 1602 da Gianandrea Doria - i lavori presero avvio su progetto dell'architetto Rembado il 13 settembre - e portato a termine dal figlio Andrea II Doria il 22 marzo 1609. Tra il 1623 e il 1626 vi si tennero due Capitoli Generali nel corso dei quali si stabilì la costruzione di un convento a Praga.
Nel 1810 il convento fu soppresso da Napoleone e venne ricostituito solo nel 1833. La soppressione si ripeterà tra il 1855 e il 1866 per volontà dei Savoia. I Doria riacquistarono la struttura nel 1874 e la affidarono nuovamente ai frati per poi cedergliela definitivamente nel 1935.

## Descrizione
Il centro del complesso è dominato dalla chiesa dedicata alla Madonna del Monte Carmelo, a croce latina con cupola a base ottagonale e campanile a vela. L'interno dell'edificio è a navata unica con volta a botte a tutto sesto, privo di decorazioni, con altare maggiore quattro laterali in marmo in stile tardo rinascimentale.
Sono presenti alcune tele dei pittori Domenico Cresti detto "il Passignano", Giovanni Battista Paggi e Francesco Vanni risalenti ai primi anni del XVII secolo, un gruppo ligneo processionale di Anton Maria Maragliano raffigurante la Vergine del Carmelo risalente al Settecento e un crocefisso quattrocentesco. Sotto la zona del presbiterio si trovano le tombe dei principi Doria (conti di Loano), sepolti nel complesso fino al 1793.
A oriente della chiesa sorge il convento con chiostro e ampi orti alle spalle, ove vengono coltivate piante officinali. A occidente si trova invece il palazzo estivo dei Doria con torre difensiva, oggi adibito ad abitazioni e studi privati. Si accede al complesso monastico attraverso due ampie rampe molto scenografiche, sia da est che da ovest. La chiesa al centro del complesso si affaccia su una piazza dalla quale si gode una vista panoramica su Loano e il mare.